# Bici fantasma

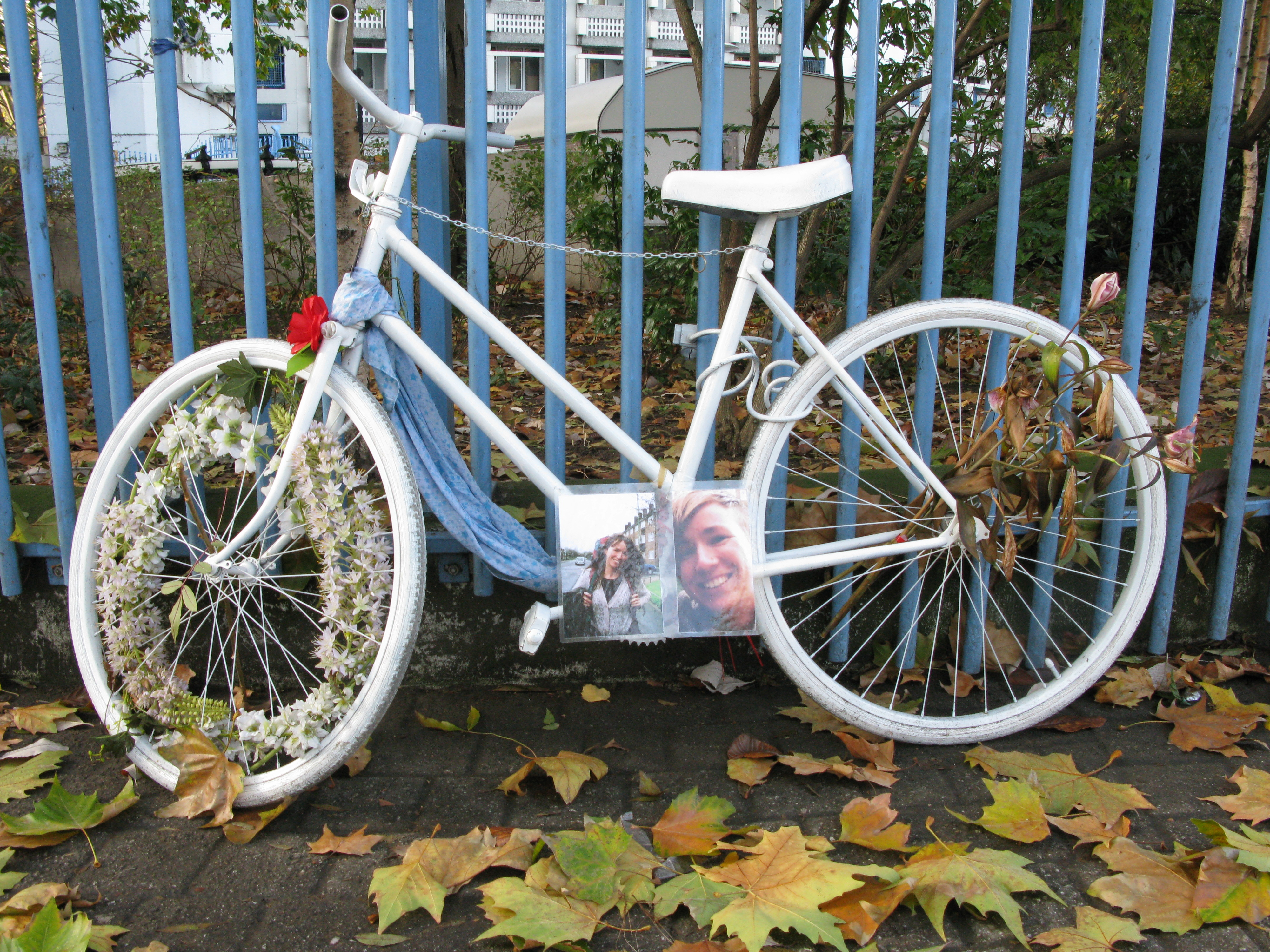
Bici fantasma con fiori e foto della vittima, Londra.

Le bici fantasma (in inglese: ghost bikes) sono installazioni a carattere commemorativo site nei luoghi teatro di incidenti stradali nei quali un ciclista ha perso la vita. Trattasi di biciclette, spesse volte proprio la bicicletta su cui pedalava la vittima, interamente verniciate di bianco, spesso accompagnate da fiori e targhette recanti il nome della vittima o altre diciture, poste nei luoghi degli incidenti col duplice significato di tributo in memoria della vittima e di monito per gli utenti della strada e le amministrazioni.
Questa abitudine, nata negli Stati Uniti, si è rapidamente diffusa anche in Europa, fino a venir adottata anche da gruppi pro-bici in Italia, come le Masse Critiche, e soprattutto dagli attivisti di Salvaiciclisti.